# 山川均
山川 均（やまかわ ひとし、1880年（明治13年）12月20日 - 1958年（昭和33年）3月23日）は、日本の社会主義者、社会運動家、思想家、評論家。労農派マルクス主義の指導的理論家であった。山川菊栄は2番目の妻。

## 生涯

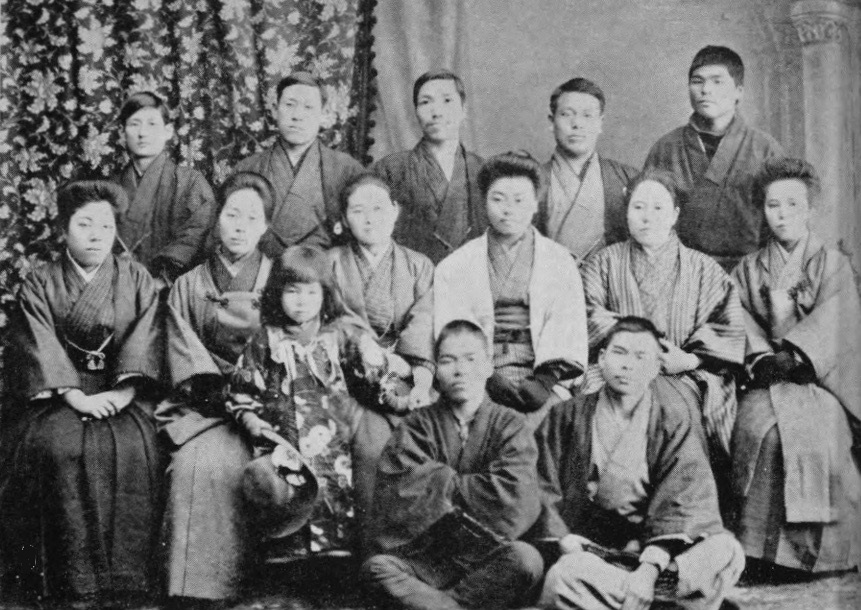
後列：左から、山川均、守田有秋、森近運平、堺利彦、佐藤悟。
中列：左から一人おいて、堺爲子、少女時代の堺真柄、山川の妻の大須賀里子。

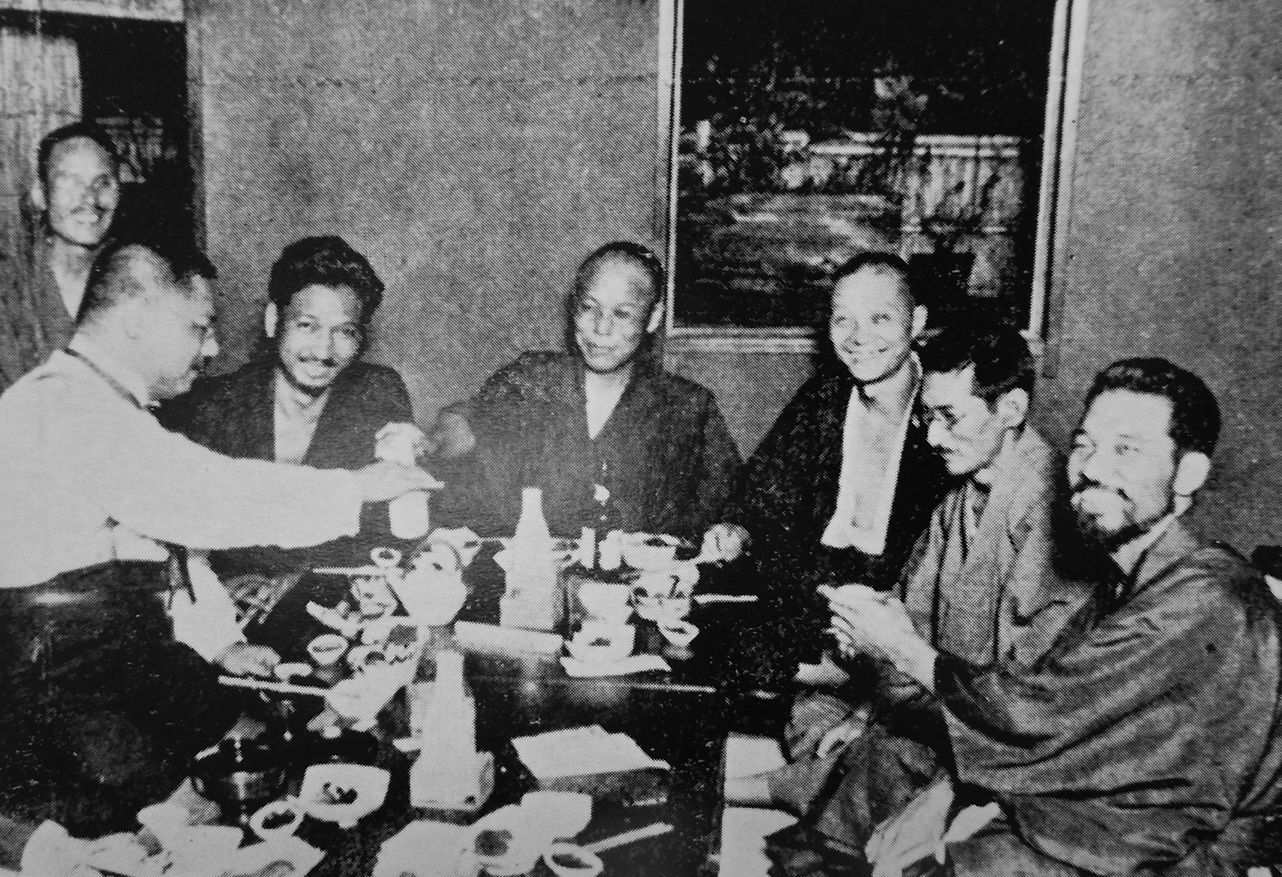
売文社のメンバー。
左手前から、新居格（白いシャツ）、大杉栄、堺利彦、山崎今朝弥、山川均、近藤栄蔵。左奥の人物は不明。

岡山県窪屋郡倉敷村字城ノ内に生まれる。小学校時代の友人に大原孫三郎がいた。同志社尋常中学部に学び、柏木義円らから影響を受ける。在学中に教育勅語や教会のキリスト教に対して反感と不信を抱き、同志社教師森田久萬人としばしば論争した。
同志社を中退して上京。1900年（明治33年）、守田有秋らの友人と語らって発行していた雑誌『青年の福音』に掲載した皇太子の結婚事情について書いた論説「人生の大惨劇」が不敬罪に問われ、重禁固刑を受ける。これは、不敬罪が適用された最初である。出獄後、いったんは倉敷に戻るが、ふたたび上京。
1906年（明治39年）に堺利彦らの日本社会党に入党、日刊『平民新聞』にも参加し、社会主義運動に加わった。
1908年（明治41年）1月17日、金曜講演会の屋上演説事件で検挙される。堺、大杉栄とともに軽禁錮1か月の刑を受ける。同年5月に出獄し、同月末に大須賀里子と結婚。同年6月、赤旗事件で里子とともに検挙され、山川は初秋に千葉監獄に入る。
1910年（明治43年）9月27日に出獄。郷里に帰り、岡山県宇野筑港で山川薬店を開業した。1911年（明治44年）1月、大逆事件（幸徳事件）で有罪判決を受けた幸徳秋水らの死刑が執行された。事件のあとしばらく、愛知県藤川村（現・岡崎市藤川町）の妻の実家で病気療養した。1913年（大正2年）5月、妻の里子は岡山県で腎臓病により死去した。
1916年（大正5年）1月24日、上京し、赤坂丹後町に下宿。売文社に入社し、『新社会』の編集に参加。同年2月10日、大杉栄らの平民講演会の散会後、参加者は検束され、一夜留置された。このとき山川は青山菊栄と初めて会った。同年5月、山川は菊栄に『新社会』への寄稿を依頼。同誌7月号に菊栄の「公私娼問題」が掲載された。11月3日、菊栄と結婚。妻は山川菊栄となった。
1917年にロシア革命が起き、世界革命を目指すロシア共産党（ボリシェヴィキ）は1919年にコミンテルンを設立、各国に支部を作っていく。同年に山川は、山崎今朝弥より『社会主義研究』を引き継ぐ。
1921年（大正10年）4月に堺利彦・近藤栄蔵・橋浦時雄・渡辺満三・高津正道らとともに東京で「日本共産党準備会」（「コミンテルン日本支部準備会」）を秘密裡に発足。8月頃には水曜会を設立する。
翌1922年（大正11年）1月、学術研究誌の体裁を採っていた『社会主義研究』が新聞紙法の規定により時事評論を掲載することが出来なかったため、当局に保証金を納入し田所輝明・上田茂樹・西雅雄らとともに時事評論誌として『前衛』を創刊した。同年7月15日には日本共産党（第一次共産党）が創立されると（治安警察法違反のため非合法）と、総務幹事となる(本人は否定)。日本共産党は、同年11月のコミンテルン第4回大会に代表を派遣して、コミンテルン日本支部として正式に承認される。

### 山川イズム
山川は「無産階級運動の方向転換」などを発表、大衆運動との結びつきを重視する「方向転換論」（山川イズム）を提唱した。しかしまもなく解党論の中心となり、1924年（大正13年）に共産党はいったん解散する。その後福本和夫の提唱する党建設重視の福本イズムに基づき共産党が再建されたが（第二次共産党）、これに距離を置き参加しなかった山川は「日和見主義者」「解党主義者」として共産党主流派から厳しい批判を受けるようになった。これに対し山川は堺利彦、荒畑寒村、猪俣津南雄らと1927年（昭和2年）に『労農』を創刊し、共同戦線党論を展開する。1935年、神奈川県村岡村（現・藤沢市）に借地を手に入れ、翌年妻とともに転居し、ウズラの飼育施設を設けて生計を立てるようになる。1935年の時点でマスコミからは山川が文筆を捨ててウズラ飼育を始めるという報道がなされ、これに対して山川は「転向常習者の手記」を発表し、自らの立場を述べた。1937年（昭和12年）、人民戦線事件で検挙。

### 戦後の活動

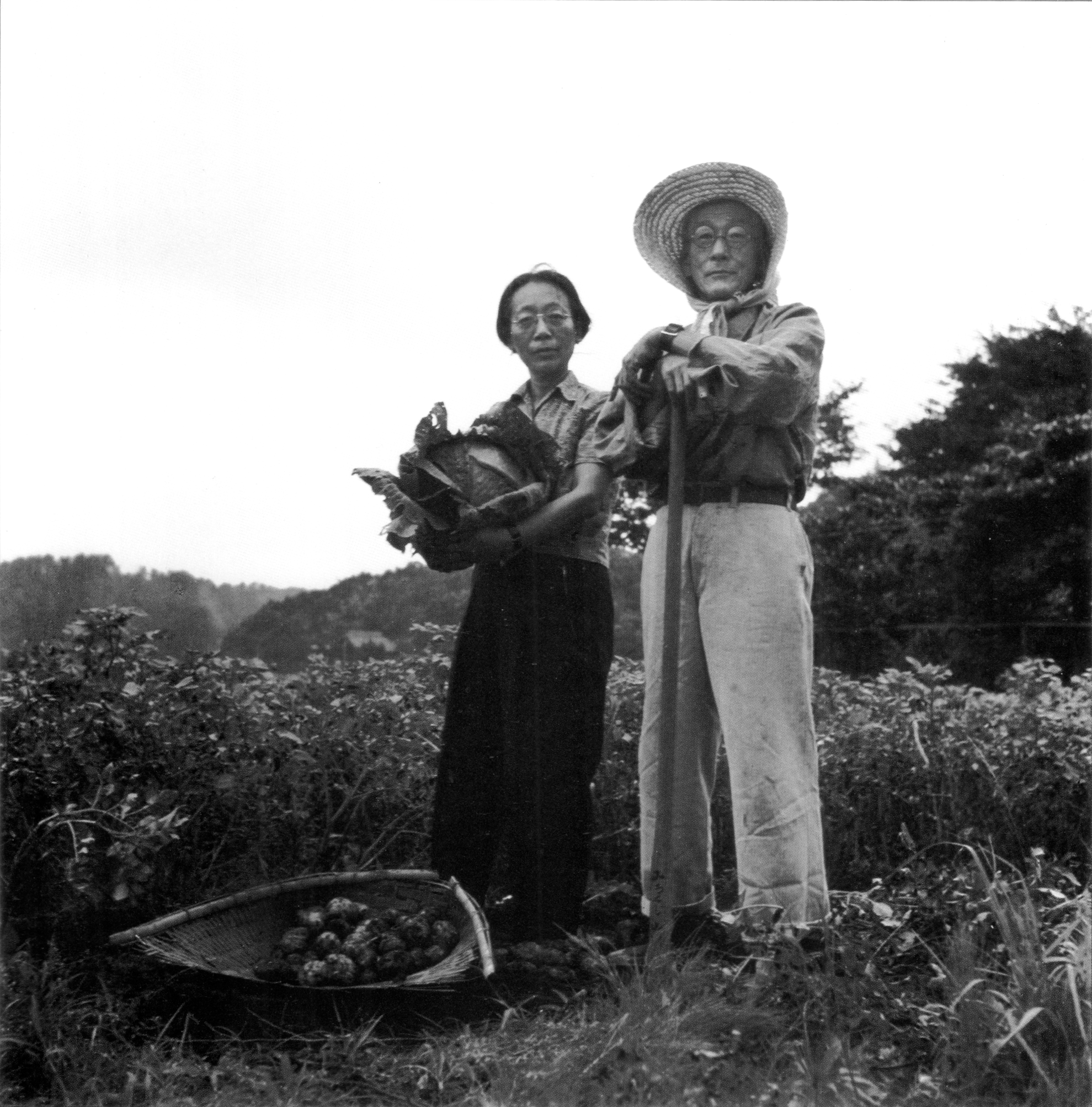
妻の山川菊栄とともに（1949年）

戦後の1946年（昭和21年）に三浦銕太郎や石橋湛山らと民主人民戦線をつくり、民主人民連盟委員長となるが病気で活動できず、社共両党の対立を解消できぬまま連盟は雲散霧消する。その後は社会党左派の理論家として活動し、1951年（昭和26年）に社会党が左右に分裂すると左派社会党の理論集団として発足した社会主義協会に大内兵衛と共に代表を務めた。1955年（昭和30年）の左右社会党統一には反対した。山川は向坂逸郎らと共に社会主義協会において平和革命論や非武装中立論を説き、この理論は日本社会党に強い影響を与えた。しかし山川の非武装中立論は、永世非武装国家を志向したものではなかった。山川は日本が復興する間のみの非武装（復興時非武装中立論）を説いただけで、将来的な武装を認めていた。ハンガリー動乱に際してもソ連を批判した。山川はソ連などに対して国家資本主義、あるいは社会主義的民主主義の体制ではないとの批判を行っている。しかし向坂らはソ連を社会主義陣営・平和勢力であるとする立場から、非武装中立は日本が社会主義陣営に立つまでの手段であると解釈を変更した。
1958年（昭和33年）3月23日、膵臓癌のため死去。77歳没。墓所は倉敷市長連寺。

## 家族
1908年（明治41年）5月、愛知県藤川村（現・岡崎市）出身の大須賀里子と結婚（入籍は1911年5月）。1908年6月に起こった赤旗事件で山川は里子とともに入獄し、里子は1913年（大正2年）5月に病没した。
1916年（大正5年）11月3日、青山菊栄（山川菊栄）と結婚。菊栄は戦後、片山内閣のもとで労働省の初代婦人少年局長に就任した。

## 系譜
山川家（山川家系図）
慶長の頃（1596年～1615年）、児島郡郡村（岡山市郡）から来て、郷宿や鉱山札差などをやっていた。5代清兵衛が井上から山川に改姓した。倉敷村の新禄と呼ばれた富商の1軒である。
```
　　
井上　　　　　　　　　　　　　　　山川　　　　　　　　　　分家
清兵衛━清兵衛━清兵衛━┳清兵衛━清兵衛義古━┳繁太郎━━利吉
　　　　　　　　　　　　┃　　　　　　　　　　┃
　　　　　　　　　　　　┃　　　　　　　　　　┣清兵衛義方
　　　　　　　　　　　　┃　　　　　　　　　　┃　　　
　　　　　　　　　　　　┗喜兵衛　　　　　　　┗光蔵寛━┳半三郎
　　　　　　　　　　　　　　　　　　　　　　　　　　　　┃
　　　　　　　　　　　　　　　　　　　　　　　　　　　　┣孝太郎
　　　　　　　　　　　　　　　　　　　　　　　　　　　　┃
　　　　　　　　　　　　　　　　　　　　　　　　　　　　┗━清左衛門知崇━清兵衛知敬━┳浦
　　　　　　　　　　　　　　　　　　　　　　　　　　　　　　　　　　　　　　　　　　　┃
　　　　　　　　　　　　　　　　　　　　　　　　　　　　　　　　　　　　　　　　　　　┗均

```

## 著作
- 『社会主義の立場から』（三田書房） 1919
- 『マルクス伝』（堺利彦共著、大鐙閣、レツド・カヴア叢書） 1920
- 『レーニンとトロッキー』（改造社） 1921
- 『敵陣を腑瞰して』（三徳社） 1923
- 『井の底から見た日本』（更生閣） 1924
- 『無産階級の政治運動』（更生閣） 1924
- 『労農露西亜の労働』（文化学会出版部、社会問題叢書） 1925
- 『無産政党の研究』（叢文閣） 1925
- 『殖民政策下の台湾 弱少民族の悲哀』（プレブス出版社） 1926
- 『無産者運動』（南宋書院、無産者自由大学） 1927.7
- 『事象を追うて』（白揚社） 1928
- 『社会主義サヴェート共和国同盟の現勢』（日本評論社、社会科学叢書 第6編） 1928
- 『無産者運動と婦人の問題』（山川菊栄共著、白揚社） 1928
- 『労働組合の理論と実際』（時事通信社） 1929
- 『単一無産政党論』（文芸戦線出版部、文芸戦線叢書） 1930
- 『無産者講話』（無産社） 1930
- 『労働組合の話』（千倉書房） 1930
- 『産業合理化の批判』（春陽堂） 1930
- 『社会主義の話』（千倉書房） 1930
- 『無産政党の話』（千倉書房） 1931
- 『世相を語る』（千倉書房） 1932
- 『堺利彦伝』（中央公論社、堺利彦全集6） 1933
- 『からす 随筆集』（日本評論社） 1935
- 『社会主義講話』（彰考書院） 1946
- 『労働組合講話』（彰考書院） 1946
- 『日本民主革命論』（黄土社） 1947
- 『日本の革命を語る』（向坂逸郎, 高橋正雄共著、板垣書店） 1948
- 『労働組合運動のために』（板垣書店） 1949
- 『社会主義政党の話』（板垣書店） 1949
- 『労働階級の政党』（労働文化社） 1949
- 『労働者政党のために』（板垣書店） 1949
- 『階級闘争の追放』（改造社） 1949
- 『ある凡人の記録』（朝日新聞社） 1951
- 『日本の再軍備』（岩波新書） 1952
- 『対決する二つの日本』（東洋書館） 1953
- 『社会主義運動小史』（社会問題研究所、研究資料） 1953
- 『昔と今 労働運動のあゆみ』（中央公論社） 1954
- 『社会主義への道 社会主義政党論』（河出新書） 1955
- 『歴史のうねり』（再建社） 1957
- 『社会主義への道は一つではない 社会主義の前進のために』（合同出版社） 1957
- 『山川均自伝 - ある凡人の記録・その他』（山川菊栄, 向坂逸郎共編、岩波書店） 1961
- 『党建設論』（向坂逸郎共著、社会主義協会出版局） 1978.12
- 『山川均全集』全20巻（勁草書房） 1966 - 2003
- 『山川均集』（高畠通敏編・解説、筑摩書房、近代日本思想大系19） 1976

## 翻訳
- 『植物の精神』（フランセ, アル・エチ、堺利彦編、有楽社、平民科学第2編） 1907、のち改版改題『植物の心』（三徳社、民衆科学叢書）  1922
- 『動物界の道徳』（クロポトキン(Kropotkin, P. A. (Petr Alekseevich), kni︠a︡zʹ)、堺利彦、有楽社、平民科学第4編） 1908
- 『イブセン美辞名句集』（Ibsen, Henrik、京橋堂、内外文豪美辞名句叢書10、新橋堂（発売）） 1917
- 『労働組合運動史』（シドニー・ウェッブ, ビアトリス・ウェッブ、荒畑勝三共訳、叢文閣） 1920　NCID BN09392856、のち改版改題（板垣書店） 1949、改訂版（明治文献） 1968
- 『マルクス伝』（堺利彦共編、大鐙閣、レッド・カヴア叢書1） 1920　NCID BN12780605
- 『唯物史観解説』（Gorter, Herman、堺利彦共編、大鐙閣、レッド・カヴア叢書2） 1920
- 『労働組合論』（Lloyd, Charles Mostyn、荒畑寒村訳、堺利彦共編、大鐙閣、レッド・カヴア叢書3） 1920
- 『階級闘争史論』（山口義三、堺利彦共編、大鐙閣、レッド・カヴア叢書4） 1920
- 『マルクス学説体系』（ルイス・ブディン(Budin, Louis)、アルス、アルス社会科学叢書第3編） 1921、改版改題（白揚社） 1925
- 『文明人の野蛮性』（ハワアド・ムウア(Moore, Jon Howard)、三徳社書店、民衆科学叢書第4編） 1921
- 『マルクス経済学』（アーネスト・ウンタアマン(Untermann, Ernest)、大鐙閣） 1921
- 『無産階級の哲学』（ヨゼフ・デイーツゲン(Dietzgen, Joseph)、改造社） 1924
- 『近代科学と唯物論』（エリオット(Elliot, Hugh Samuel Roger)、白揚社） 1924
- 『新経済政策』（レーニン、レーニン著作集刊行会、レーニン著作集1） 1926
- 『動物と植物の生活』（クロポトキン、白揚社、科学叢書） 1927
- 『政治教育講話』第1巻（ベルドロニロフ(Berdnikov, Aleksandr Ivanovich), スウェトロフ(Svetlov, Ferdinand IUr′evich)、白揚社） 1927
- 『マルキシズムの改造 / マルキシズム修正の駁論』（ベルンシュタイン(Bernstein, Eduard) / カウツキー(Kautsky, Karl Johann)、松下芳男 / 山川均訳、春秋社、世界大思想全集47） 1928
- 『唯物論と経験批判論 : 一反動哲学の批判的考察』（ニコライ・レーニン、大森義太郎共訳、白揚社） 1929
- 『弁証法的唯物観』（ヨゼフ・ディーツゲン(Dietzgen, Joseph)、改造社、改造文庫第1部 第12篇） 1929
- 『哲学の実果』（ヨゼフ・デイッゲン(Dietzgen, Joseph)、改造社、改造文庫第1部 第13篇） 1929
- 『1848年から1850年に至るフランスの階級闘争』（マルクス、彰考書院、マルクス・エンゲルス政治論集） 1948
- 『フランスの内乱』（マルクス、彰考書院、マルクス・エンゲルス政治論集） 1948
- 『哲学は何をしたか 唯物弁証法の哲学』（ヨゼフ・ディーツゲン、玄理社） 1948